# Dojo kun
El dojo kun és una sèrie de preceptes que solen estar penjats i escrits en kanji a la paret dels dojo de les arts marcials japoneses modernes del karate o del judo, i en l'art marcial de l'aikido aquestes disciplines, es troben incloses en el format del gendai budo.
Tot i que se sap que la majoria de les regles són posteriors a la Segona Guerra Mundial. (Gichin Funakoshi el pare del karate modern japonès no les esmenta en la seva autobiografia). En molts casos es perpetua la tradició dels preceptes del bushido que ajudaven a mantenir una línia del pensament en el practicant.
En el cas de l'art marcial del karate se'ls relaciona amb l'essència de niju kun, els vint principis escrits pel pare del karate modern Gichin Funakoshi, qui era un fervent seguidor de la filosofia xinesa del confucianisme, segons la qual, es dona gran importància als ritus; en ser formes de conservar el passat místic que va ser llegat, el confucianisme recolza que se'ls segueixi practicant i els dona nous valors. Eren vistos pels confucians com un símbol de jerarquia i poder. A més, són un mètode d'autodisciplina i domini d'un mateix, en fer que l'individu hagi de realitzar una mica d'una manera precisa. D'aquesta manera, els ritus com el dojo kun, garanteixen que la societat, l'Estat, la família i l'escola funcionin correctament, ja que les accions del govern han de tenir ordre i jerarquia.
No obstant això cal notar que en èpoques prèvies a la restauració Meiji o segle 20, aquests preceptes del dojo, li permetien al guerrer feudal japonès o samurai reprendre el seu lloc en la societat en els períodes entre guerres o de pau, buscant la seva l'harmonia o "wa" dins d'aquesta.
Els preceptes són 5.
- 一、人格完成に努むること

HITOTSU! JINKAKU KANSEI NI TSUTOMURU KOTO!
Primer, esforçar-se per a formar el caràcter.
Un dels objectius és la perfecció del caràcter i la personalitat. El karate és més que un simple exercici físic, ja que amb ell es desenvolupa l'esperit de superació. El practicant ha d'aprendre a controlar la seva ment i vèncer les dificultats que li apareixen al llarg de la vida. Enfortir l'esperit de superació davant les adversitats contribueix al perfeccionament del caràcter.
- 一、誠の道を守ること

HITOTSU! MAKOTO NO MICHI O MAMORU KOTO!
Primer, la fidelitat per defensar el camí de la veritat.
Un karateka sempre ha d'anar amb la veritat pel davant. I ha de ser honest tant amb un mateix com amb els altres.
- 一、努力の精神を養うこと

HITOTSU! DORYOKU NO SEISHIN O YASHINAU KOTO!
Primer, crear un punt de vista de l'esforç.
S'ha de mantenir sempre l'esperit de la perseveració i l'esforç. S'ha d'aplicar la màxima dedicació possible per poder arribar a ser un gran mestre.
- 一、礼儀を重んずること

HITOTSU! REIGI O OMONZURU KOTO!
Primer, respecte per sobre tot.
Un karateka ha de mantenir sempre el màxim respecte cap al dojo, el seu sensei, els seus companys i tota la gent amb la qual té contacte. Aquesta característica és comuna en totes les arts marcials. Un exemple és abans i després dels combats, els dos lluitadors se saluden. També es fan salutacions abans i després a l'entrar i sortir del dojo, al començar i acabar les classes (a la memòria dels grans mestres del karate), els exercicis que es realitzen en parella i amb els katas.
- 一、血気の勇を戒むること

HITOTSU! KEKKI NO YU O IMASHIMURU KOTO!
Primer, contenir-se al comportament violent.
S'ha de mantenir en tot moment la compostura, hom no s'ha de deixar portar per les emocions. El karateka s'ha d'abstenir del comportament violent. L'objectiu del karate és l'enfortiment tant del cos com de la ment. La utilització de la defensa persona s'ha d'aplicar únicament com a últim recurs.